# فيلاجو
فيلاجو ( برغاماسك : Filàgh ) هي بلدية في مقاطعة بيرغامو في منطقة لومباردي الإيطالية ، و تقع على بعد حوالي 35 كيلومتر (22 ميل) من شمال شرق ميلانو وحوالي 12 كيلومتر (7 ميل) من جنوب غرب بيرغامو .
و تقع فيلاجو على حدود البلديات الآتية: Bonate Sotto و Bottanuco و Brembate و Capriate San Gervasio و Dalmine و Madone و Osio Sopra و Osio Sotto .

## الاشخاص
- ماوريتسيو مالفيستيتي (1953) أسقف لودي .

## روابط خارجية
- الموقع الرسمي